# NGC 577
NGC 577 je galaksija u zviježđu Kit.

## Vanjske poveznice
- SEDS: NGC 0577